# Ellen Whitaker
Ellen Whitaker (5 de marzo de 1986) es una jinete británica que compitió en la modalidad de salto ecuestre. Es sobrina de los jinetes John y Michael Whitaker, y su hermano Donald compite en el mismo deporte.
Ganó una medalla de bronce en el Campeonato Europeo de Saltos Ecuestres de 2007, en la prueba por equipos.

## Palmarés internacional
| Campeonato Europeo | Campeonato Europeo  | Campeonato Europeo | Campeonato Europeo |
| Año                | Lugar               | Medalla            | Categoría          |
| ------------------ | ------------------- | ------------------ | ------------------ |
| 2007               | Mannheim (Alemania) | Medalla de bronce  | Por equipos        |